# Werner Sombart
Werner Sombart (Ermsleben, Alemanya, 19 de gener de 1863-Berlín, Alemanya, 18 de maig de 1941) va ser un economista i sociòleg alemany, considerat el líder de la "jove escola històrica" i és un dels investigadors i pensadors de ciències socials més connotats del primer quart del segle XX europeu.
El magnum opus de Sombart, Der moderne Kapitalismus (Historisch-systematische Darstellung des gesamteuropäischen Wirtschaftslebens von seinen Anfängen bis zur Gegenwart) és una història sistemàtica de l'economia i el desenvolupament econòmic a través dels segles i molt una obra de l’Escola Històrica. El desenvolupament del capitalisme es divideix en tres etapes. El primer volum de Der moderne Kapitalismus publicat el 1902 tracta sobre el protocapitalisme, els orígens i la transició al capitalisme des de la societat feudal i el període que va anomenar capitalisme primerenc — Frühkapitalismus — que va acabar abans de la revolució industrial. En el seu segon volum, que va publicar el 1916, va descriure el període que va començar c. 1760, com a alt capitalisme — Hochkapitalismus. L'últim llibre, publicat el 1927, tracta les condicions del segle xx. Va anomenar aquesta etapa capitalisme tardà — Spätkapitalismus, que va començar amb la Primera Guerra Mundial. Els tres volums es van dividir en semi-volums que sumaven sis llibres.

## Biografia i obra

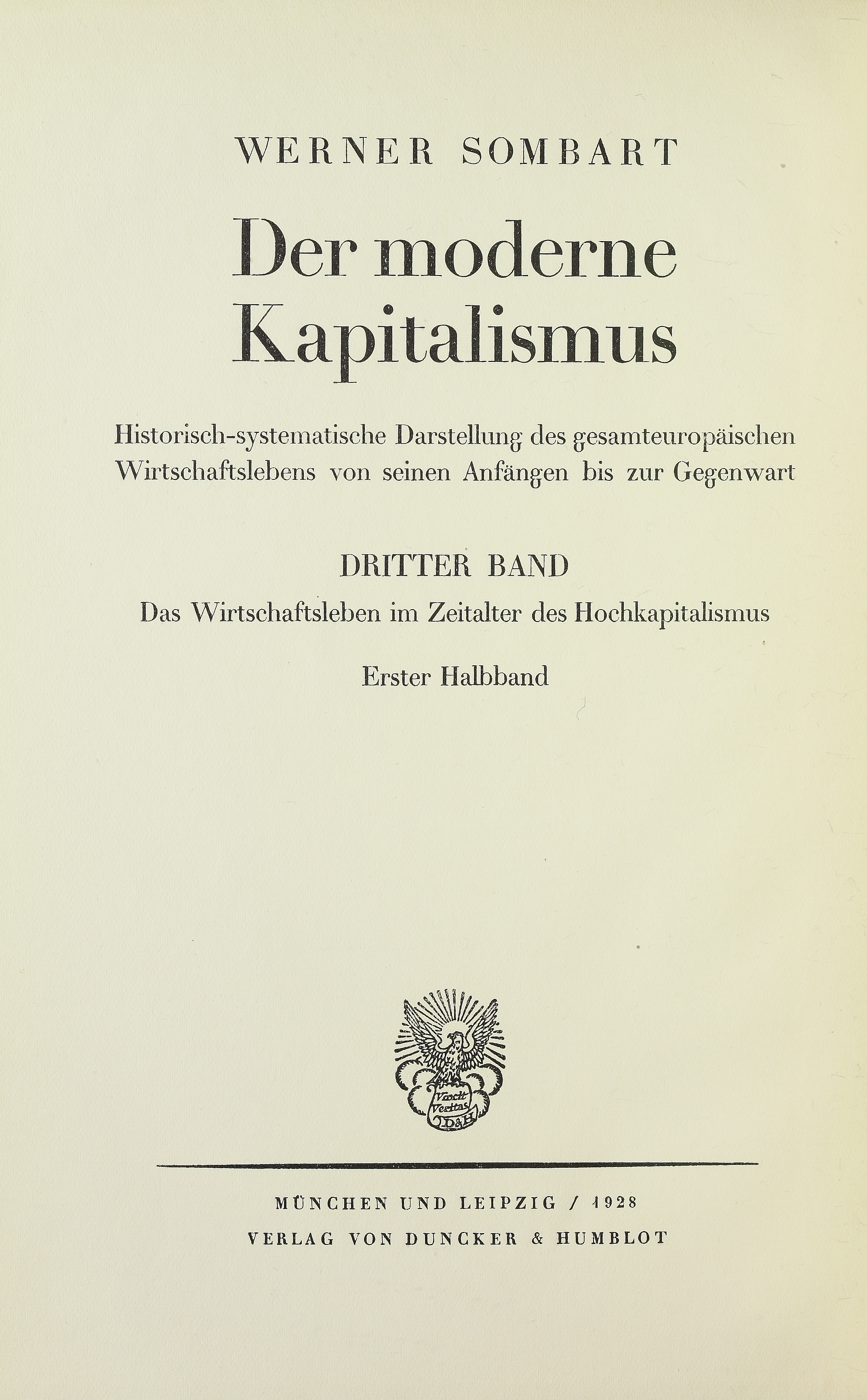
Wirtschaftsleben im Zeitalter des Hochkapitalismus, 1928

### Inicis de carrera, socialisme i economia
Werner Sombart va néixer a Ermsleben, Harz, fill d'un polític liberal ric, industrial i propietari de finques, Anton Ludwig Sombart. Va estudiar dret i economia a les universitats de Pisa, Berlín i Roma. El 1888, va rebre el seu doctorat. de Berlín sota la direcció de Gustav von Schmoller i Adolph Wagner, aleshores els més eminents economistes alemanys.
Com a economista i sobretot com a activista social, Sombart va ser vist llavors com a radicalment d'esquerres i, per tant, només va rebre —després d'uns quants treballs pràctics com a advocat en cap de la Cambra de comerç de Bremen— una càtedra junior a la Universitat de Bremen. camí Universitat de Breslau. Encara que facultats d'universitats tan eminents com Heidelberg i Friburg el van convocar a càtedres, els governs respectius sempre ho van vetar. Sombart, en aquella època, era un marxista important, algú que va utilitzar i interpretar Karl Marx, fins al punt que Friedrich Engels va dir que era l'únic professor alemany que entenia El Capital. Sombart es deia a si mateix un " marxista convençut", però més tard va escriure que "al final s'havia d'admetre que Marx havia comès errors en molts punts d'importància".
Com un dels acadèmics alemanys preocupats per la política social contemporània, Sombart també es va unir a la Verein für Socialpolitik (Associació de Política Social) al voltant de 1888, juntament amb el seu amic i col·lega Max Weber. Es tractava llavors d'una nova associació professional d'economistes alemanys afiliats a l’escola històrica, que veien el paper de l'economia principalment com a trobar solucions als problemes socials de l'època i que van ser pioners en estudis estadístics a gran escala sobre temes econòmics.
Sombart no va ser el primer sociòleg que va dedicar un llibre sencer al concepte de moviment social com ho va fer en el seu Sozialismus und soziale Bewegung, publicat el 1896. La seva comprensió dels moviments socials es va inspirar en Marx i en un llibre sobre moviments socials de Lorenz von Stein. Per a ell, el moviment obrer en ascens va ser el resultat de les contradiccions inherents al capitalisme. La situació proletària va crear un "amor per les masses", que, juntament amb la tendència "a una forma de vida comunista" en la producció social, era una característica primordial del moviment social.
El magnum opus de Sombart, Der moderne Kapitalismus (Historisch-systematische Darstellung des gesamteuropäischen Wirtschaftslebens von seinen Anfängen bis zur Gegenwart) és una història sistemàtica de l'economia i el desenvolupament econòmic a través dels segles i molt una obra de l’Escola Històrica. El desenvolupament del capitalisme es divideix en tres etapes. El primer volum de Der moderne Kapitalismus publicat el 1902 tracta sobre el protocapitalisme, els orígens i la transició al capitalisme des de la societat feudal i el període que va anomenar primer capitalisme — Frühkapitalismus — que va acabar abans de la Revolució Industrial. En el seu segon volum, que va publicar el 1916, va descriure el període que va començar c. 1760, com a alt capitalisme — Hochkapitalismus. L'últim llibre, publicat el 1927, tracta les condicions del segle xx. Va anomenar aquesta etapa capitalisme tardà — Spätkapitalismus, que va començar amb la Primera Guerra Mundial. Els tres volums es van dividir en semi-volums que sumaven sis llibres.
Encara que després molt menyspreat pels economistes neoclàssics, i molt criticat en punts concrets, Der moderne Kapitalismus és encara avui una obra estàndard amb importants ramificacions per, per exemple, l’Escola dels Annales (Fernand Braudel). La seva obra va ser criticada per Rosa Luxemburg, que li va atribuir "la intenció expressa d'obrir una falca entre els sindicats i la socialdemocràcia a Alemanya, i d'atraure els sindicats a la posició burgesa".
El 1903 Sombart va acceptar un càrrec com a editor associat dels Archives for Social Science and Social Welfare, on va treballar amb els seus col·legues Edgar Jaffé i Max Weber.
El 1906, Sombart va acceptar una càtedra a l'Escola de Comerç de Berlín, una institució inferior a Breslau però més propera a l'"acció" política que Breslau. Aquí, entre altres coses, van aparèixer volums acompanyants del capitalisme modern que tractaven el luxe, la moda i la guerra com a paradigmes econòmics; els dos primers eren els treballs clau sobre el tema fins ara. També el 1906 el seu Per què no hi ha socialisme als Estats Units? va aparèixer. El llibre és un treball famós sobre l'excepcionalisme estatunidenc en aquest sentit fins avui.
El llibre de Sombart de 1911, Die Juden und das Wirtschaftsleben (Els jueus i el capitalisme modern), és una addició a l'estudi històric de Max Weber sobre la connexió entre el protestantisme (especialment el calvinisme) i el capitalisme, amb Sombart documentant la participació dels jueus en el desenvolupament històric del capitalisme. Argumentava que els comerciants i fabricants jueus, exclosos dels gremis, van desenvolupar una antipatia distintiva als fonaments del comerç medieval, que consideraven primitius i poc progressistes: el desig de salaris i preus "justs" (i fixos); per un sistema equitatiu en què les quotes de mercat fossin acordades i invariables; beneficis i mitjans de vida modestos però garantits; i límits a la producció. Exclosos del sistema, argumentava Sombart, els jueus el van trencar i el van substituir pel capitalisme modern, en el qual la competència era il·limitada i l'única llei era agradar al client. Paul Johnson, que considera l'obra "un llibre notable", assenyala que Sombart va deixar de banda algunes veritats incòmodes i va ignorar els poderosos elements místics del judaisme. Sombart es va negar a reconèixer, com va fer Weber, que allà on aquests sistemes religiosos, inclòs el judaisme, estaven en el seu moment més poderós i autoritari, el comerç no va florir. Els empresaris jueus, com els calvinistes, van tendir a operar amb més èxit quan havien abandonat el seu entorn religiós tradicional i van passar a pastures més fresques.
En el seu llibre una mica eclèctic de 1913 Der Bourgeois (traduït com La quintaessència del capitalisme), Sombart es va esforçar per oferir un retrat psicològic i sociològic de l'home de negocis modern i per explicar els orígens de l'esperit capitalista. El llibre comença amb "la cobdícia per l'or", les arrels de l'empresa privada i els tipus d'emprenedors. Els capítols posteriors discuteixen "la perspectiva de la classe mitjana" i uns quants factors que configuren l'esperit capitalista: psicologia nacional, factors racials, factors biològics, religió, migracions, tecnologia i "la influència del propi capitalisme".
En una obra publicada el 1915, un "llibre de guerra" amb el títol Händler und Helden Sombart acollia la "Guerra alemanya" com el "conflicte inevitable entre la civilització comercial anglesa i la cultura heroica d'Alemanya". En aquest llibre, segons Friedrich Hayek, Sombart va revelar un menyspreu il·limitat per les "visions comercials del poble anglès" que havia perdut tots els instints bèl·lics, així com el menyspreu per "l'esforç universal per la felicitat de l'individu". Per a Sombart, en aquesta obra, l'ideal més alt és la "idea alemanya de l'Estat. Tal com ho van formular Fichte, Lassalle i Rodbertus, l'estat no està ni fundat ni format per individus, ni per un conjunt d'individus, ni té com a finalitat servir cap interès dels individus. És una " Volksgemeinschaft " (comunitat de persones) en la qual l'individu no té drets sinó només deures. Les reclamacions de l'individu són sempre fruit de l'esperit comercial. Les "idees de 1789" - Llibertat, igualtat, fraternitat - són ideals característics comercials que no tenen cap altre propòsit que assegurar certs avantatges als individus". Sombart afirma, a més, que la guerra havia ajudat als alemanys a redescobrir el seu "gloriós passat heroic com a poble guerrer"; que totes les activitats econòmiques estan subordinades a finalitats militars; i que considerar la guerra com a inhumana i sense sentit és producte de punts de vista comercials. Hi ha una vida més alta que la vida individual, la vida del poble i la vida de l'estat, i el propòsit de l'individu és sacrificar-se per aquesta vida superior. Per tant, la guerra contra Anglaterra també va ser una guerra contra l'ideal contrari: "l'ideal comercial de la llibertat individual".

### Carrera mitjana i sociologia
Finalment, el 1917, Sombart va esdevenir professor a la Friedrich-Wilhelms-Universität, succeint al seu mentor Adolph Wagner. Va romandre a la càtedra fins al 1931, però va continuar ensenyant fins al 1940. Durant aquest període també va ser un dels sociòlegs vius més reconeguts, un contemporani més destacat que fins i tot el seu amic Max Weber. La insistència de Sombart en la sociologia com a part de les humanitats (Geisteswissenschaften), necessàriament perquè tractava amb éssers humans i, per tant, requeria dins, Verstehen " empàtic en lloc de l'exterior, objectivant Begreifen " (ambdues paraules alemanyes es tradueixen com a "comprensió") - ja es va fer extremadament impopular durant la seva vida. Es va veure com el contrari de la "cientificació" de les ciències socials, en la tradició d’Auguste Comte, Émile Durkheim i Max Weber (tot i que això és un malentès ja que Weber compartia en gran manera les opinions de Sombart en aquests temes) que es va posar de moda. durant aquest temps i s'ha mantingut més o menys fins avui. Tanmateix, com que l'enfocament de Sombart té molt en comú amb l'Hermenèutica de Hans-Georg Gadamer, que també és un enfocament basat en Verstehen per entendre el món, torna a alguns cercles sociològics i fins i tot filosòfics que són simpatitzants amb aquest enfocament i crítics. cap a la cientificació del món. Els assajos sociològics clau de Sombart es recullen a la seva obra pòstum de 1956, Noo-Soziologie.

### Carrera tardana i nazisme
Durant la República de Weimar, Sombart es va moure cap al nacionalisme.
El 1934 va publicar Deutscher Sozialismus on afirmava que un "nou esperit" començava a "governar la humanitat". L'era del capitalisme i del socialisme proletari s'havia acabat, amb el "socialisme alemany" (nacionalsocialisme) prenent el relleu. Aquest socialisme alemany posa el "benestar del conjunt per sobre del benestar de l'individu". El socialisme alemany ha d'efectuar un "ordenament total de la vida" amb una " economia planificada d'acord amb les regulacions estatals". El nou ordenament jurídic atorgarà als individus "no cap dret, sinó només deures" i que "l'Estat no ha d'avaluar maig les persones individuals com a tals, sinó només el col·lectiu que representa aquestes persones". El socialisme alemany va acompanyat del Volksgeist (esperit nacional) que no és racial en el sentit biològic sinó metafísic: "l'esperit alemany en un negre està tant dins del regne de la possibilitat com l'esperit negre en un alemany". L'antítesi de l'esperit alemany és l'esperit jueu, que no és qüestió de néixer jueu o creure en el judaisme sinó que és un esperit capitalista. L'poble anglès posseeix l'esperit jueu i la " principal tasca " del poble alemany i del nacionalsocialisme és destruir l'esperit jueu.
Una de les filles de Sombart, Clara, estava casada amb Hans Gerhard Creutzfeldt, qui va descriure per primer cop la malaltia de Creutzfeldt-Jakob.

### Llegat
El llegat de Sombart avui és difícil d'esbrinar, perquè les suposades afiliacions nacionalsocialistes han dificultat una reavaluació objectiva (mentre que les seves anteriors socialistes el perjudicaven amb els cercles més burgesos), sobretot a Alemanya. Com s'ha dit, en la història econòmica, el seu "Capitalisme modern" és considerat com una fita i una inspiració, encara que molts detalls han estat qüestionats. Les idees clau del seu treball econòmic es refereixen al - recentment novament validat - descobriment de l'emergència de la comptabilitat per partida doble com a condició prèvia clau per al capitalisme i l'estudi interdisciplinari de la ciutat en el sentit dels estudis urbans. Com Weber, Sombart fa del sistema de comptabilitat de partida doble un component important del capitalisme modern. Va escriure a "Empresa comercial medieval i moderna" que "El concepte mateix de capital es deriva d'aquesta manera de veure les coses; es pot dir que el capital, com a categoria, no existia abans de la comptabilitat per partida doble. El capital es pot definir com aquella quantitat de riquesa que s'utilitza per obtenir beneficis i que entra als comptes." També va encunyar el terme i el concepte de destrucció creativa que és un ingredient clau de la teoria de la innovació de Joseph Schumpeter (Schumpeter en realitat va agafar molt en préstec de Sombart, no sempre amb una referència adequada a l'obra original de Sombart). En sociologia, els principals defensors encara consideren Sombart com una "figura menor" i la seva teoria sociològica una estranyesa; avui són més sociòlegs filosòfics i culturòlegs els que, juntament amb economistes heterodoxos, utilitzen la seva obra. Sombart sempre ha estat molt popular al Japó.
Una de les raons de la manca d'acollida als Estats Units és que la majoria de les seves obres durant molt de temps no van ser traduïdes a l'anglès, malgrat, i excloent, pel que fa a la recepció, el clàssic estudi sobre per què no hi ha socialisme a Amèrica.
Tanmateix, els darrers anys els sociòlegs han mostrat un renovat interès per l'obra de Sombart.

## Publicacions
- Sombart, Werner (1902-1916): Der moderne Kapitalismus. Historisch-systematische Darstellung des gesamteuropäischen Wirtschaftslebens von seinen Anfängen bis zur Gegenwart. Final edn. 1916, repr. 1969, paperback edn. (3 vols. in 6): 1987 Múnic: dtv. Traducció al castellà: El apogeo del capitalismo (Fondo de Cultura Económica, Mèxic, 1946)
- Sombart, Werner (1906): Das Proletariat. Bilder und Studien. Die Gesellschaft, vol. 1. Berlin: Rütten & Loening.
- Sombart, Werner (1906): Warum gibt es in den Vereinigten Staaten keinen Sozialismus? Tübingen: Mohr. Algunes traduccions a l'anglès nglés, incloent-hi (1976): Why is there No Socialism in the United States. New York: Sharpe. Traducció al castellà per Capitán Swing Libros.
- Sombart, Werner (1911): Die Juden und das Wirtschaftsleben. Leipzig: Duncker & Humblot. Several English translations, incl. (1951): The Jews and Modern Capitalism. Glencoe, IL: Free Press.
- Sombart, Werner (1913): Der Bourgeois: zur Geistesgeschichte des modernen Wirtschaftsmenschen. München: Duncker & Humblot, 1920. Traducció al castellà: El burgués: contribución a la historia espiritual del hombre económico moderno. Madrid, Alianza, 1993. Versió de María Pilar Lorenzo. ISBN 84-206-2027-0.
- Sombart, Werner (1913): Krieg und Kapitalismus. München und Leipzig: Duncker & Humblot
- Sombart, Werner (1921): Luxus und Kapitalismus. München: Duncker & Humblot, 1922. Traducció a l'anglès: Luxury and capitalism. Ann Arbor: University of Michigan Press. Traducció al castellà: Lujo y capitalismo.
- Sombart, Werner (1926): Widerlegung des Marxismus. (Traducció al castellà: Refutación del Marxismo)
- Sombart, Werner (1934): Deutscher Sozialismus. Charlottenburg: Buchholz & Weisswange. Traducció a l'anglès (1937, 1969): A New Social Philosophy. Nova York: Greenwood.
- Sombart, Werner (1938): Vom Menschen. Versuch einer geisteswissenschaftlichen Anthropologie. Berlín: Duncker & Humblot.
- Sombart, Werner (1956): Noo-Soziologie. Berlín: Duncker & Humblot.
- Sombart, Werner (2001): Economic Life in the Modern Age. Nico Stehr and Reiner Grundmann, eds. New Brunswick: Transaction.